# Vương cung thánh đường Đền thánh Quốc gia Đức Mẹ Vô Nhiễm Nguyên Tội
Vương cung thánh đường Đền thánh Quốc gia Đức Mẹ Vô Nhiễm Nguyên Tội là một công trình nổi tiếng của Giáo hội Công giáo Rôma ở thủ đô Washington, DC, Hoa Kỳ. Công trình tọa lạc trên một khu đất do Đại học Công giáo Hoa Kỳ hiến tặng, ở Đại lộ Michigan, ở phía đông bắc Washington, DC.
Ngôi nhà thờ Công giáo này được coi là lớn nhất tại Hoa Kỳ, là lớn thứ hai mươi mốt trên thế giới. Ngoài ra, nó cũng là tòa nhà cao nhất ở Washington, DC Theo ước tính, mỗi năm có khoảng một triệu khách hành hương từ Hoa Kỳ và trên thế giới đến viếng thăm nhà thờ này. Quản nhiệm công trình hiện là Đức Ông Walter R. Ross.
Nhà thờ này mang phong cách kiến trúc Tân Byzantine, bắt đầu khởi công vào năm 1920 do một người ở Philadelphia là John McShain trúng thầu. Đến năm 1959, dù chưa thực sự hoàn thành thì nhà thờ đã mở cửa. Nhà thờ tôn kính Maria Vô Nhiễm Nguyên Tội - quan thầy của Hoa Kỳ. Vì mang vị thế nổi bật tại Washington nên người ta thường nhầm nó là nhà thờ chính tòa của Tổng giáo phận Washington, mà thực tế Nhà thờ Thánh Mátthêu Tông đồ mới là nhà thờ chính tòa.
Nhà thờ này đã từng đón tiếp giáo hoàng viếng thăm nhiều lần, như Giáo hoàng Gioan Phaolô II - người đã quyết định phong tặng cho nó danh hiệu tiểu vương cung thánh đường vào ngày 12 tháng 10 năm 1990 và Giáo hoàng Biển Đức XVI - người trao tặng cho nó Bông Hồng Vàng vinh dự.
Nhà thờ này không có cộng đoàn giáo xứ riêng, nhưng nó phục vụ cho trường đại học liền kề, cử hành các sự kiện của Hội đồng Giám mục Hoa Kỳ và các Thánh Lễ mang tính quốc gia và quốc tế.

## Lịch sử

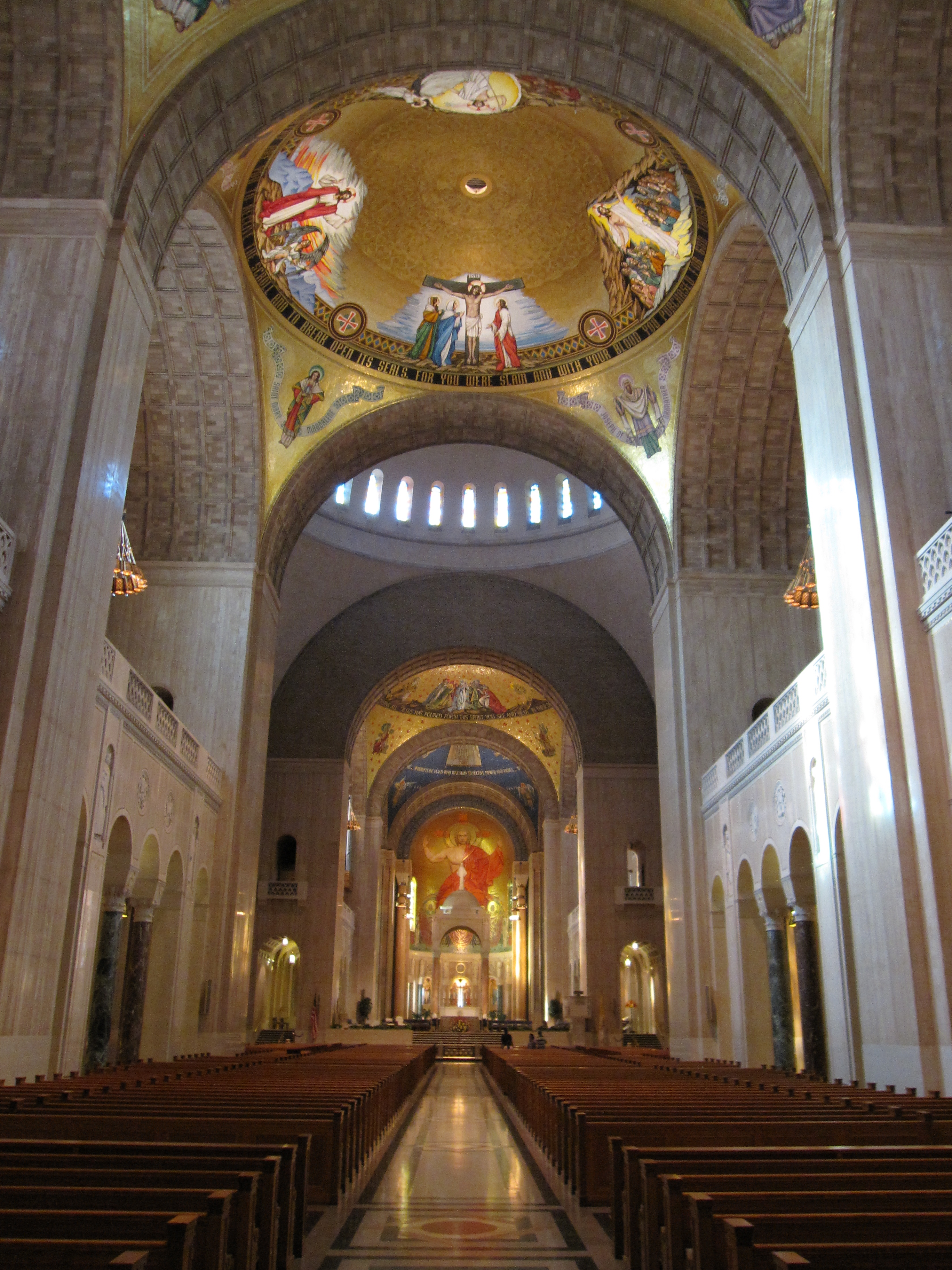
Nội thất với các tranh khảm hoàn thành năm 2006

Năm 1792, John Carroll - Giám mục giáo phận Baltimore và cũng là Giám mục Công giáo tiên khởi của Hoa Kỳ - đã tận hiến đất nước Hoa Kỳ (lúc đó mới được thành lập) dưới sự bảo vệ của Maria, với danh hiệu Đức Mẹ Vô Nhiễm Nguyên Tội. Năm 1847, Công đồng Baltimore lần thứ bảy nhắc lại việc tận hiến này và công nhận Maria Vô Nhiễm Nguyên Tội là quan thầy chính của đất nước vào ngày 2 tháng 7 năm 1847 (tín điều này được Giáo hoàng Piô IX tuyên bố vào ngày 7 tháng 2 cùng năm). Trong những năm tiếp theo, các linh mục đã nghĩ đến việc xây dựng một ngôi đền để tôn kính vị quan thầy của đất nước. Đặc biệt có Giám mục Thomas Joseph Shahan - hiệu trưởng thứ tư của Đại học Công giáo Hoa Kỳ ở Washington, ông đã đề xuất việc này với Giáo hoàng Piô X vào ngày 15 tháng 8 năm 1913 và nhận được sự ủng hộ nhiệt tình của Giáo hoàng, và Giáo hoàng đóng góp $400 với tư cách cá nhân. Shahan trở về Hoa Kỳ và thuyết phục được Hội đồng quản trị của Đại học Công giáo Hoa Kỳ hiến tặng khu đất ở góc phía tây nam của khuôn viên cho việc xây dựng nhà thờ.
Vào tháng Giêng năm 1914, Shahan xuất bản bản tin Salve Regina (Lạy Nữ Vương) số đầu tiên với ý định kêu gọi giáo dân hưởng ứng dự án của ông. Bản tin đã được phát cho các giáo phận trong cả nước và việc quyên góp tài chính bắt đầu đổ về Washington. Năm 1915, linh mục Bernard McKenna của Philadelphia được Giám mục Shahan bổ nhiệm làm giám đốc đầu tiên của đền thánh, đưa ước nguyện của vị Giám mục đếm gần hơn với thực tế. Giám mục Shahan giám sát việc xây dựng đền thánh cho đến khi ông qua đời vào ngày 9 tháng 3 năm 1932. Ông là người duy nhất được an táng trong ngôi đền thánh này.
Năm 1919, Giám mục Shahan lựa chọn bản vẽ kiến trúc và việc thi công xây dựng bởi McKenna do công ty Maginnis & Walsh của Boston thầu. Lúc đầu, bản vẽ thiết kế theo phong cách Kiến trúc Gothic nhưng Giám mục Shahan muốn đền thánh này được nguy nga và tráng lệ nên chọn phong cách Byzantine - Roman, hao hao giống như Nhà thờ Hagia Sophia. Hồng y James Gibbons - Tổng Giám mục của Baltimore đã làm phép viên đá đầu tiên vào ngày 23 tháng 9 năm 1920. Hơn 10.000 người tham dự Thánh Lễ này, trong đó có các đại sứ nước ngoài, quan chức chính phủ Hoa Kỳ, sĩ quan quân đội, và các chức sắc khác. Vào năm 1929, Đại khủng hoảng khiến việc xây dựng tạm dừng. Rồi đến việc Hoa Kỳ tham chiến trong Chiến tranh thế giới thứ hai cũng khiến dự án bị trì hoãn cho đến tận năm 1953 thì kinh phí mới được nối lại. Vào ngày 20 tháng 11 năm 1959, hàng ngàn giáo dân tụ tập với các Giám mục của họ để cung hiến Nhà thờ Thượng.
Vào tháng 8 năm 2006, công trình hoàn thành một bức tranh khảm trên Mái vòm Cứu Thế trong Nhà thờ Thượng. Đây là công việc đầu tiên được thực hiện lại sau trong nhiều năm và là một phần của bản gốc phương án thiết kế kiến trúc. Sau khi hoàn thành vào mùa hè năm 2007, Mái vòm Nhập Thể đã được làm phép ngày 17 tháng 11 năm 2007. Cũng trong năm 2006, một nhà nguyện tôn kính Đức Mẹ La Vang của Việt Nam cũng được hoàn thành.
Năm 2008, trong chuyến viếng thăm mục vụ đến Hoa Kỳ, Giáo hoàng Biển Đức XVI đã tặng Bông Hồng Vàng - vật phẩm cao quý của giáo hội - cho Vương cung thánh đường Đền thánh Quốc gia Đức Mẹ Vô Nhiễm Nguyên Tội.

## Kiến trúc
Vương cung thánh đường này gồm 70 nhà nguyện tôn kính Đức Mẹ Maria, mỗi một nhà nguyện phản ánh cách bài trí và nguồn gốc của những người nhập cư Công giáo và các dòng tu có lòng quảng đại xây dựng lên nó. Nội thất theo phong cách Hy Lạp, với nhiều mái vòm trang trí tranh khảm tương tự như Vương cung thánh đường Thánh Máccô ở Venice (Ý) nhưng ở quy mô lớn hơn nhiều. Các đặc tính của nước Mỹ được hòa quyện vào hình ảnh truyền thống Công giáo. Nghệ sĩ Jan Henryk De Rosen - chủ trì ủy ban tạo hình của nhà thờ ngôi cũng là người chịu trách nhiệm trang trí phần lớn cho nó, bao gồm cả bức tranh lớn ở vòm cung thánh phía bắc.
Bên ngoài của nhà thờ dài 459 ft (140 m), rộng 240 ft (73 m), và cao 237 ft (72 m) tính đến cây thập giá đính trên mái vòm. Đường kính của mái vòm chính (vòm Chúa Ba Ngôi) chỉ có 7 feet (2.1 m), nhỏ hơn so với mái vòm của Điện Capitol Hoa Kỳ. Ngôi nhà thờ được xây dựng theo phong cách của các nhà thờ thời trung cổ, các bức tường và cột chịu lực thay vì kết cấu thép và bê tông cốt thép. Sức chứa nội thất của nó là hơn 2.000 chỗ ngồi, bao gồm một số khu phụ trợ hiện đại khác.
Hầm mộ nhà thờ hiện có lưu giữ Triều thiên Ba tầng của Giáo hoàng Phaolô VI từ năm 1968. Những tên của những người đóng góp cho công việc được xây dựng ngay từ buổi đầu, và những người họ muốn ghi nhớ không những chỉ được ghi vào sổ vàng nhưng đã được khắc ghi trên các bức tường và những trụ cột cẩm thạch tại tầng dưới của đền thờ.

## Hoạt động
Được coi là một nhà thờ của tất cả người Công giáo, cửa nhà thờ luôn luôn mở rộng để đón nhận giáo dân thập phương, trong 7 ngày một tuần và 365 ngày trong năm. Mỗi ngày trong 5 tiếng đồng hồ, các linh mục thay phiên ban phép bí tích hòa giải và cử hành ít nhất là 6 Thánh Lễ. Riêng đối với Bí Tích Hôn Phối và Bí Tích Thanh Tẩy thì có tích cách thuộc cộng đồng địa phương cho nên sẽ không được cử hành tại đâỵ.

## Hình ảnh

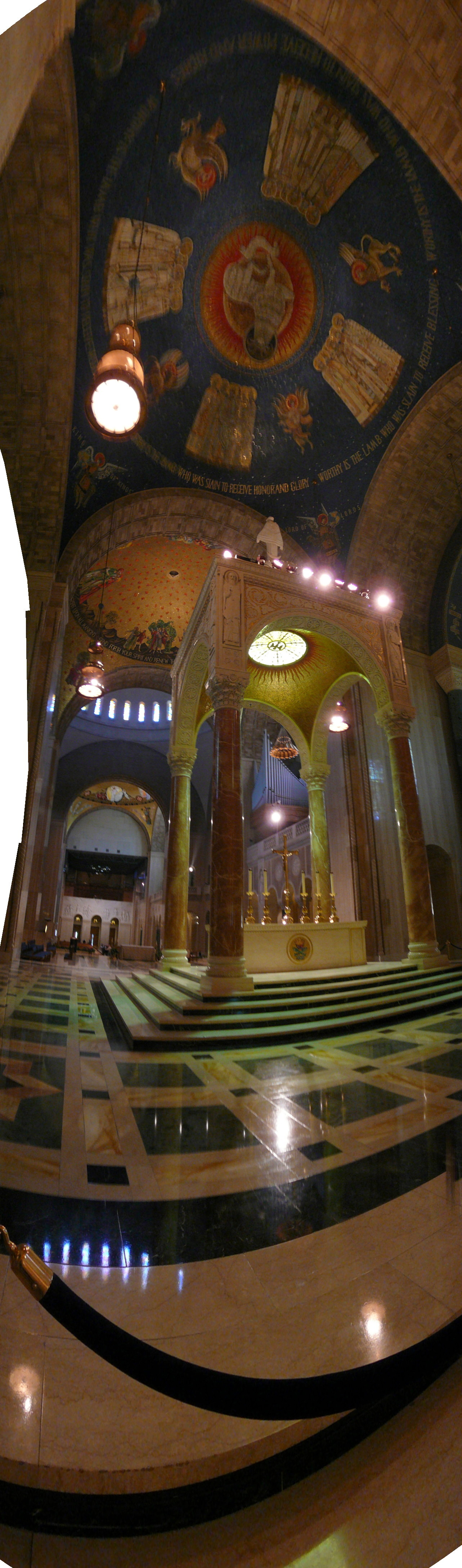
Bàn thờ Baldachino
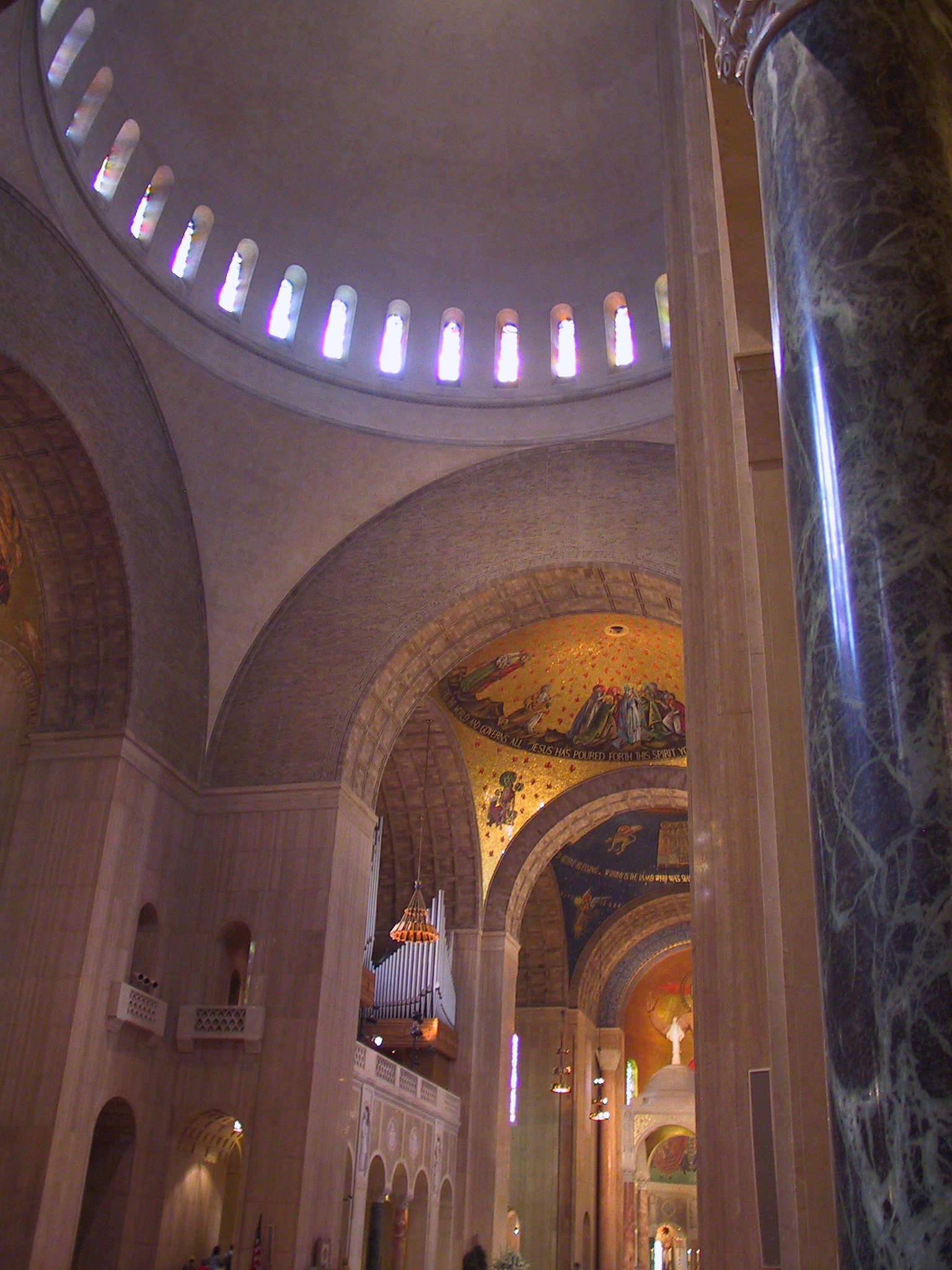
Bên trong mái vòm chính với trang trí tranh khảm năm 2006
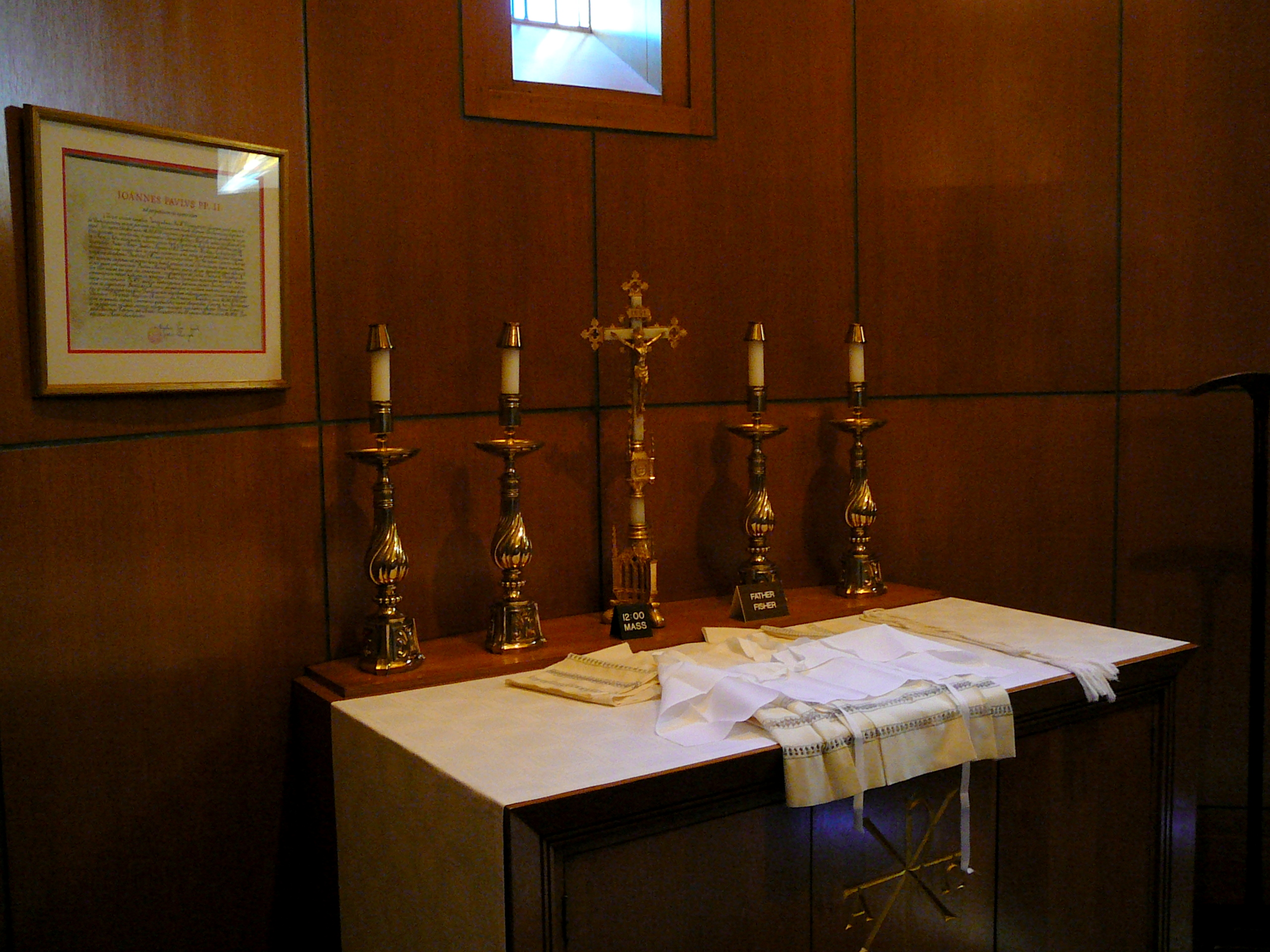
Bàn thờ thay phẩm phục của Giám mục
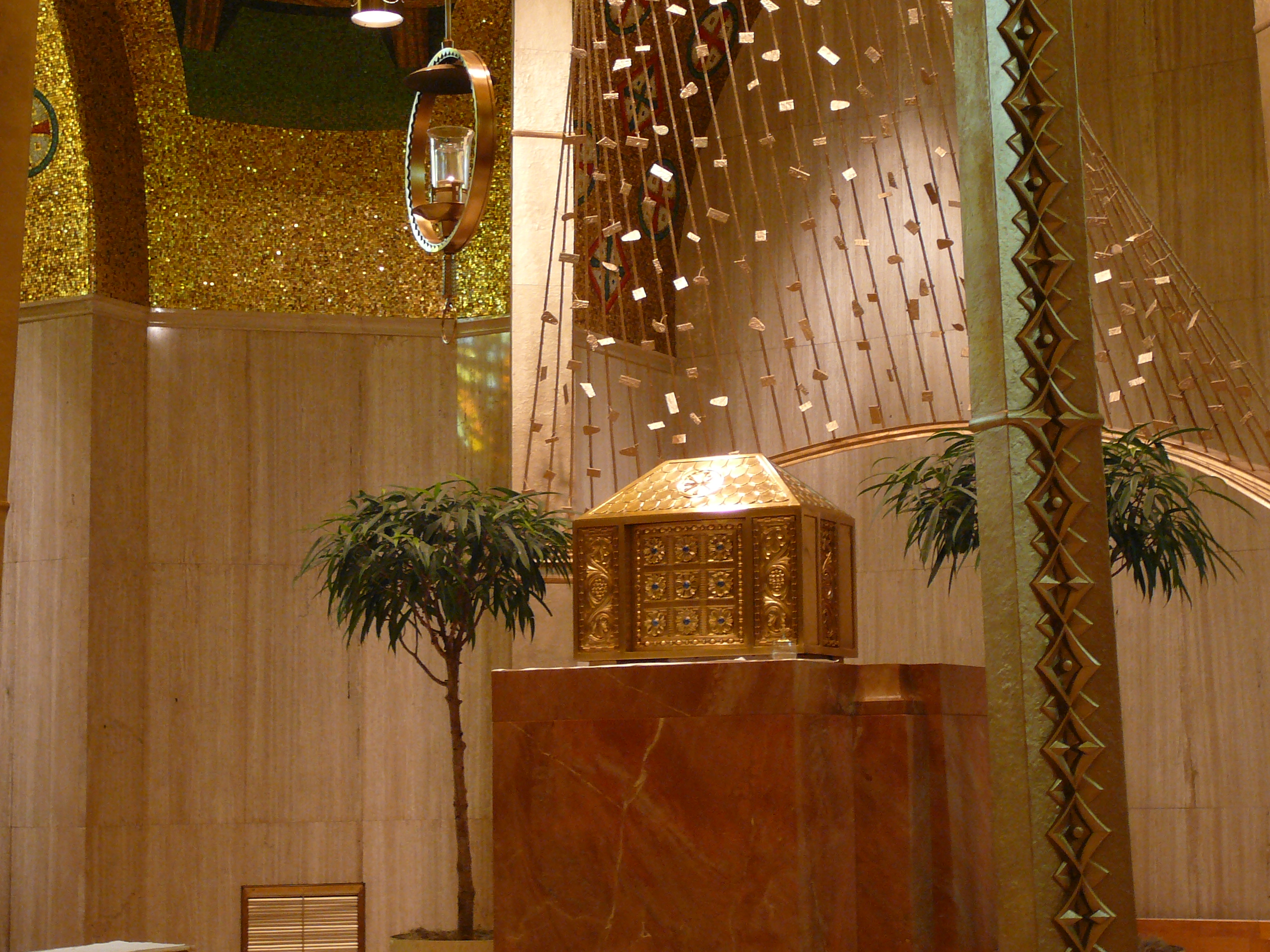
Tabernacle in the Blessed Sacrament Chapel
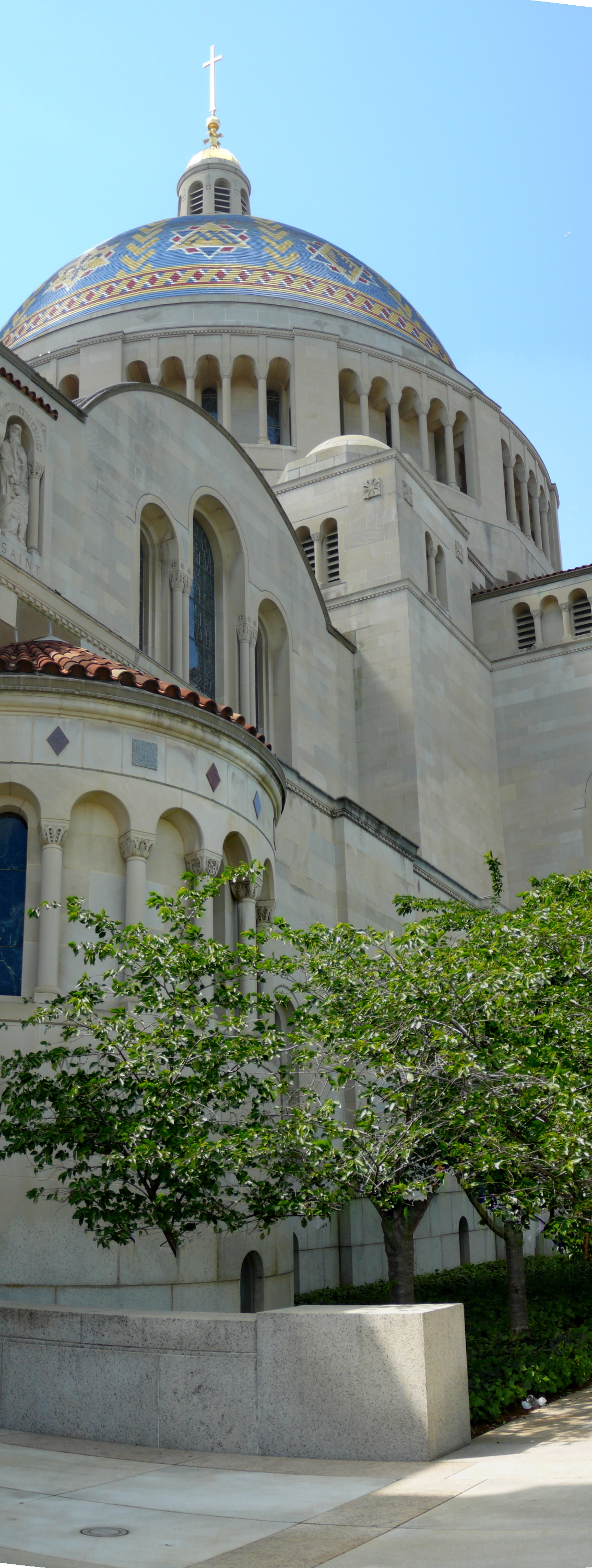
Ngoại thất nhìn từ hướng đông
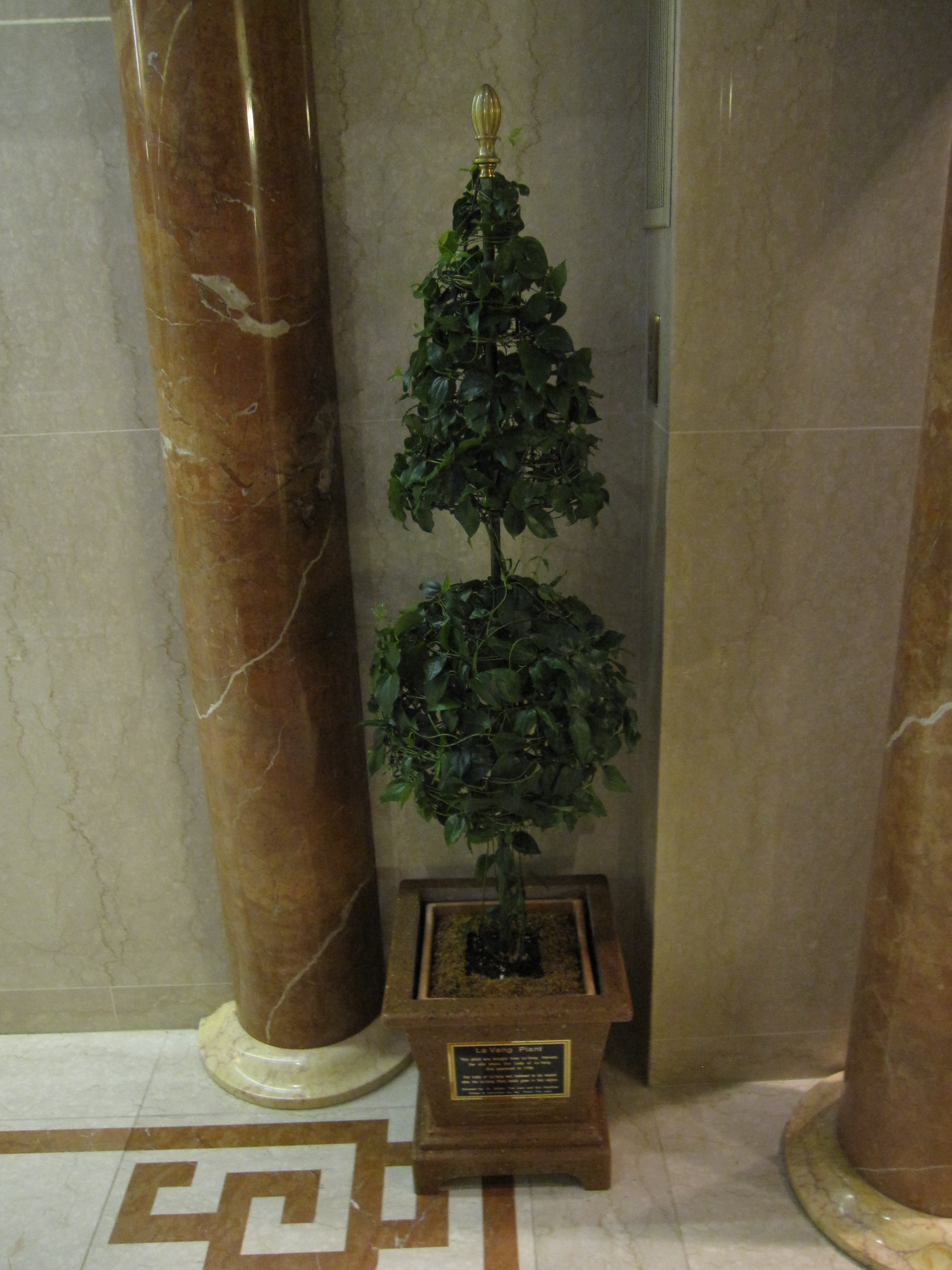
Cây chè vằng được đặt gần Nguyện đường Đức Mẹ La Vang trong nhà thờ
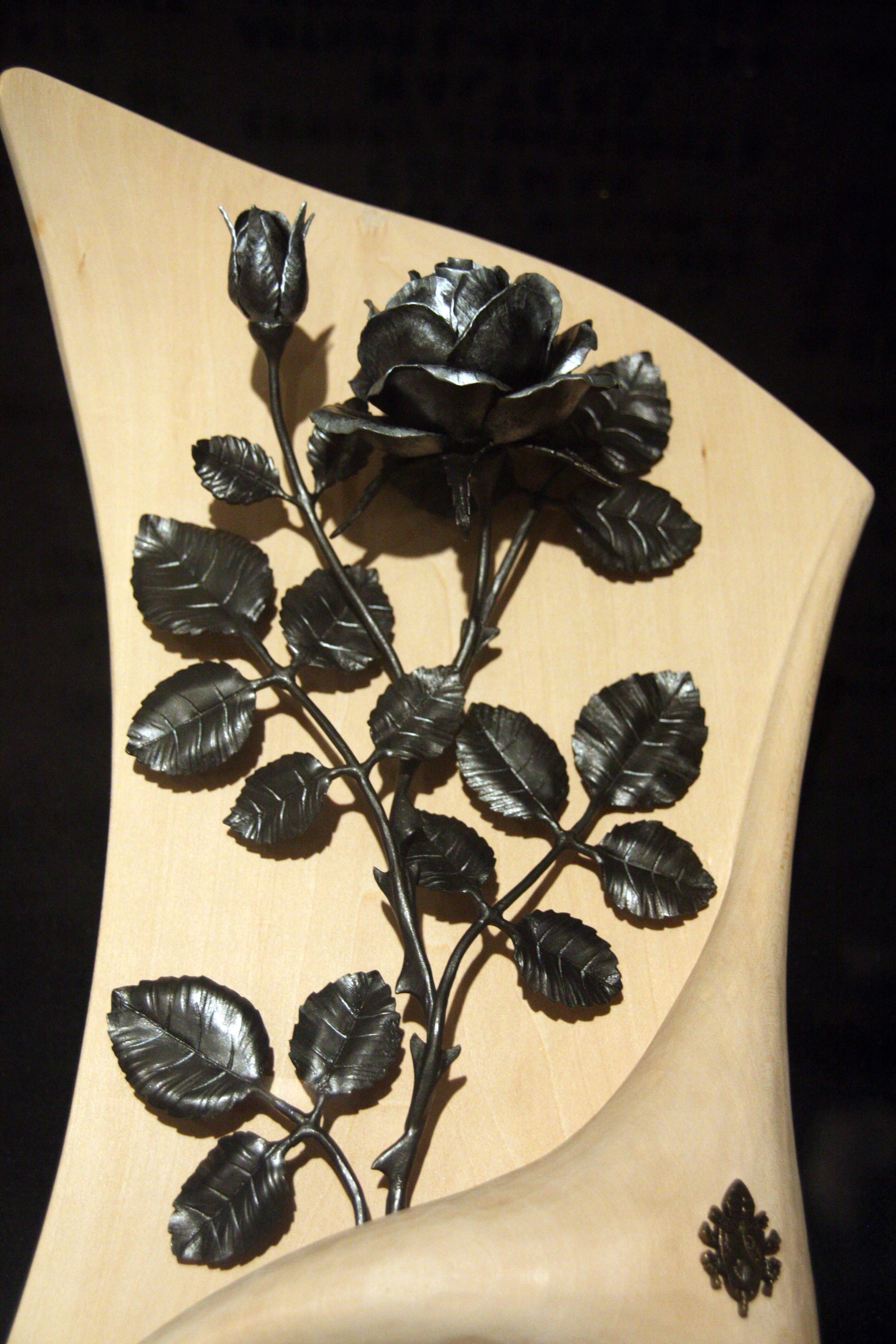
Bông Hồng Vàng - vật kỷ niệm cao quý của giáo hội do Giáo hoàng Biển Đức XVI trao tặng